# خرچنگ نعل‌اسبی حرا
خرچنگ نعل‌اسبی حرا (نام علمی: Carcinoscorpius rotundicauda) نام یک گونه از تیره خرچنگ نعل‌اسبی است.